# Ben Casey
Ben Casey è una serie televisiva statunitense in 153 episodi trasmessi per la prima volta nel corso di 5 stagioni dal 1961 al 1966. È la serie che insieme a Il dottor Kildare rese popolare il sottogenere delle serie televisive mediche.

## Trama
Ben Casey (Vince Edwards) è un giovane chirurgo idealista che lavora al County General Hospital di Los Angeles. Il suo mentore è il dottor David Zorba (Sam Jaffe). All'inizio della stagione del 1965, Jaffe lasciò la serie e il dottor Daniel Niles Freeland (Franchot Tone)  sostituì Zorba come nuovo capo del reparto di chirurgia. Nel corso dei numerosi episodi si intrecciano molte sottotrame; una di queste vede Casey iniziare una relazione sentimentale con Jane Hancock, appena uscita dal coma dopo tredici anni.

## Personaggi

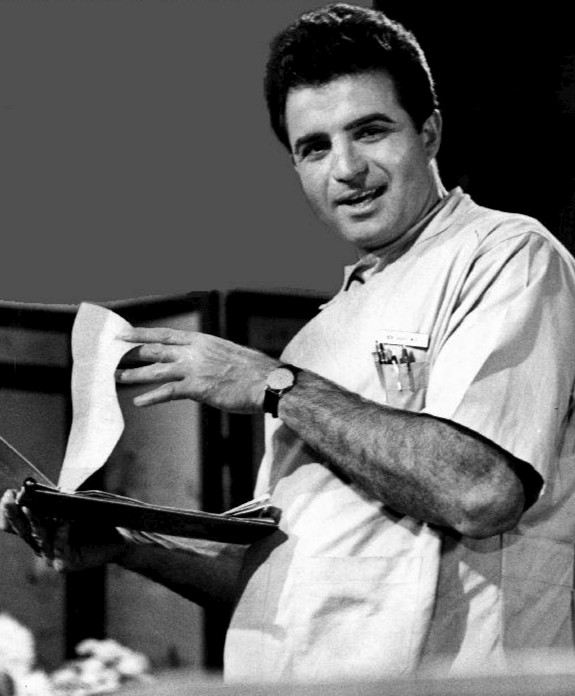
Vince Edwards nel ruolo di Ben Casey

- Dottor Ben Casey (153 episodi, 1961-1966), interpretato da Vince Edwards
- Dottor David Zorba (127 episodi, 1961-1965), interpretato da Sam Jaffe
- Infermiera Wills (29 episodi, 1961-1966), interpretato da Jeanne Bates
- Dottor Daniel Niles Freeland (27 episodi, 1962-1966), interpretato da Franchot Tone
- Dottor Ted Hoffman (24 episodi, 1961-1966), interpretato da Harry Landers
- Dottoressa Maggie Graham (21 episodi, 1961-1966), interpretato da Bettye Ackerman
- Nick Kanavaras (16 episodi, 1962-1965), interpretato da Nick Dennis
- Dottor Robert Ward (15 episodi, 1961-1964), interpretato da Don Spruance
- Dottor Harold Jensen (14 episodi, 1961-1965), interpretato da John Zaremba
- Laura Fremont (9 episodi, 1965), interpretata da Linda Lawson
- Miss Fleming (9 episodi, 1962-1964), interpretata da Ruth Foster
- Walter Williams (8 episodi, 1965-1966), interpretato da Gregory Morton
- Dottor Abraham Goodman (7 episodi, 1961-1966), interpretato da Ned Glass
- Elizabeth Hardin (7 episodi, 1962-1966), interpretata da Virginia Gregg
- Dottor David McMillan (6 episodi, 1962-1963), interpretato da Leo Penn
- Duncan Bradford (6 episodi, 1962-1965), interpretato da Wilfrid Hyde-White
- Martin Phelps (6 episodi, 1964-1965), interpretato da Malachi Throne
- Kate Hancock (6 episodi, 1964), interpretata da Virginia Eiler
- Patologo (6 episodi, 1965-1966), interpretato da Noam Pitlik
- Sally Welden (6 episodi, 1965), interpretata da Marlyn Mason
- Joe Schultz (5 episodi, 1962-1965), interpretato da Sidney Clute
- Amy Peters (5 episodi, 1965-1966), interpretato da Indus Arthur

## Produzione
La serie fu prodotta da Bing Crosby Productions e girata negli studios della Desilu a Culver City, negli studios della RKO e nel Los Angeles County/USC Medical Center in California.
I titoli di apertura consistono in un disegno a mano dei simboli "♂, ♀, *, †, ∞" su una lavagna con la voce del membro del cast Sam Jaffe che dice: "L'uomo, la donna, la nascita, la morte, l'infinito." (Man, woman, birth, death, infinity). Il neurochirurgo Joseph Ransohoff fu consulente medico per la serie.
Uno dei produttori, James Moser, aveva già tentato con scarso successo nel 1954 di portare alla popolarità un'altra serie medica da lui prodotta, Medic.
Ben Casey ebbe molto successo ed ispirò, tra l'altro una serie di fumetti, alcuni romanzi, una canzone semi-comica scritta e interpretata dal cantautore John D. Loudermilk e un film per la televisione nel 1988, The Return of Ben Casey, in cui Vince Edwards riprese il suo ruolo di Casey. Fu così popolare negli anni sessanta che in Vietnam i medici dell'esercito americano venivano spesso indicati come "Ben Casey" nelle comunicazioni radio.
Tra le guest-star: Sammy Davis Jr., Richard Dreyfuss, Telly Savalas, Carroll O'Connor, Lee Marvin e Jerry Lewis.

### Registi

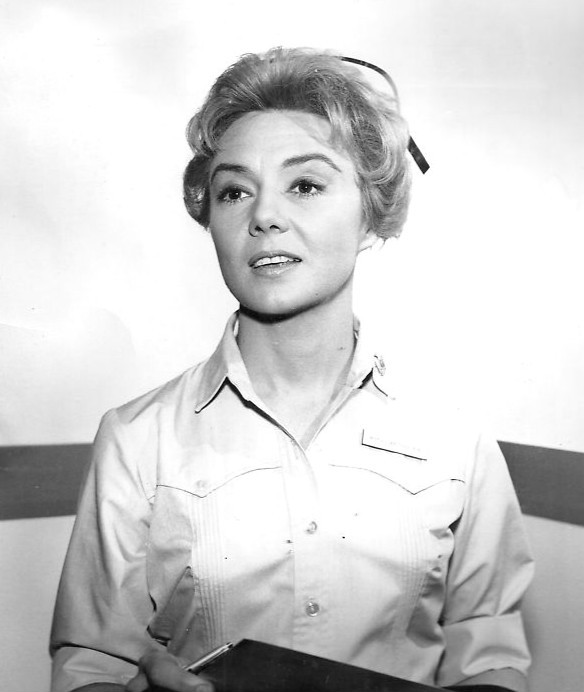
Peggy McCay (Doris Farrow)

Tra i registi della serie sono accreditati:
- Leo Penn (19 episodi, 1962-1965)
- Irving Lerner (13 episodi, 1961-1965)
- Sydney Pollack (12 episodi, 1962-1963)
- Alex March (9 episodi, 1961-1965)
- Mark Rydell (9 episodi, 1963-1964)
- Marc Daniels (9 episodi, 1964-1966)
- John Meredyth Lucas (9 episodi, 1964-1966)
- Vince Edwards (7 episodi, 1963-1965)
- Abner Biberman (6 episodi, 1961-1962)
- Alan Crosland Jr. (5 episodi, 1965-1966)
- Allen Reisner (4 episodi, 1964-1965)
- Fielder Cook (3 episodi, 1961-1962)
- Paul Nickell (3 episodi, 1962-1963)
- Arthur Hiller (3 episodi, 1962)
- Richard C. Sarafian (3 episodi, 1963-1965)
- Robert Butler (3 episodi, 1963)
- Charles R. Rondeau (3 episodi, 1964)
- Harvey Hart (3 episodi, 1965-1966)
- Harry Landers (3 episodi, 1965-1966)
- Gerald Mayer (3 episodi, 1965-1966)
- Byron Paul (2 episodi, 1961-1962)
- Robert Ellis Miller (2 episodi, 1961)
- Joseph Pevney (2 episodi, 1962)
- Stuart Rosenberg (2 episodi, 1962)
- Paul Wendkos (2 episodi, 1963-1964)
- Harmon Jones (2 episodi, 1964)

## Distribuzione
La serie fu trasmessa negli Stati Uniti dal 1961 al 1966 sulla rete televisiva ABC. 
In Italia è stata trasmessa con il titolo Ben Casey.
Alcune delle uscite internazionali sono state:
- negli Stati Uniti il 2 ottobre 1961 (Ben Casey)
- nei Paesi Bassi il 6 settembre 1964
- in Argentina (Ben Casey)
- in Spagna (Ben Casey)
- in Finlandia (Tohtori Ben Casey)
- in Italia (Ben Casey)

## Episodi
| Stagione         | Episodi | Prima TV USA |
| ---------------- | ------- | ------------ |
| Prima stagione   | 32      | 1961-1962    |
| Seconda stagione | 31      | 1962-1963    |
| Terza stagione   | 33      | 1963-1964    |
| Quarta stagione  | 31      | 1964-1965    |
| Quinta stagione  | 26      | 1965-1966    |